# Oracle iPlanet Web Server
Oracle iPlanet Web Serverは中規模及び大規模向けに設計されたWebサーバである。Oracle iPlanet Web ServerはSun One Web Server、iPlanet Web Server及びNetscape Enterprise Serverに基づいている。
Oracle iPlanet Web ServerはSolaris、Windows、HP-UX、AIX、GNU/Linuxのプラットフォームで稼働し、JSP、Java Servlet、PHP、NSAPI、CGI及びColdFusionをサポートしている。2009年1月にSunはSun Java System Web Server7.0より旧バージョンのコアコンポーネントをBSDライセンスに基づくオープンWebサーバとして公開した。
2010年にOracleはドキュメントとリンクに残っているものの、製品名をSun Java System Web ServerからOracle iPlanet Web Serverへと変更した。

## 歴史
1999年3月にサン・マイクロシステムズとAOLタイム・ワーナー(当時はアメリカ・オンライン)が発表したサン・マイクロシステムズとNetscape Allianceの製品サービス群の中のWebサーバである。1999年7月に発足したiPlanet E-commerce Solutionsが展開していた。その後、サンとAOLの契約解消に伴い、サンのブランドであるSun Oneへと統合され、Sun One Web Serverとなったが、2004年にブランドがSun Java Systemへと変更したのに伴い、Sun Java System Web Serverに名称が変更になった。2010年にサン・マイクロシステムズがOracleに買収された後に、製品名はiPlanet Web Serverへと変更されている。